# 김종율
김종율(金鍾律, 1954년 ~ 2021년)는 대한민국 KBS의 방송인이었다.

## 학력
- 1970년 ~ 1973년 : 신일고등학교
- 1973년 ~ 1980년 : 성균관대학교 영어영문학과 학사(1973학번)

## 경력
- 2003년 ~ 2005년 : KBS목포방송국 국장
- KBS 보도본부 본부장
- KBS비즈니스 사장